# Jacques Léonard
|  | Aquest article tracta sobre el fotògraf francès. Si cerqueu el polític quebequès, vegeu «Jacques Léonard (polític)». |

Jacques Léonard (Maisons-Laffitte, França, 1909 - l'Escala, Alt Empordà, 1994) va ser un fotògraf francès. Va exercir diferents oficis, però des de ben jove la seva activitat professional va estar lligada al món de la imatge, concretament al cinema. A principis de la dècada del 1950 s'estableix a Barcelona com a fotògraf.

## Biografia
Com explica Jesús Ulled, el seu biògraf, la seva infantesa i adolescència va estar marcada pel xoc de dues cultures molt diferents, la del seu pare, Julien Léonard, gitano i tractant de cavalls, i la de la seva mare, Emilienne Léonard-Tabary, paia, modista i mestressa d'una maison de couture de París. La gitanitat del seu pare va ser un tema tabú en la seva família que Jacques va descobrir per accident quan era petit mirant fotografies velles. Aquestes circumstàncies van preparar l'adolescent Jacques Léonard per a una trajectòria vital atapeïda d'aventures i vivències que el va convertir en un personatge molt viatjat, llegit i de cultura cosmopolita.
De molt jove va començar a treballar als estudis cinematogràfics Gaumont de París on, com a aprenent, va iniciar una trajectòria professional passant per tots els aspectes de la producció cinematogràfica. Amb Abel Gance va col·laborar a J'accuse, Louise i Paradis perdu. Va ser precisament per un projecte cinematogràfic d'aquest conegut director francès sobre Cristòfor Colom que l'any 1940 va viatjar a Espanya buscant localitzacions pel rodatge. El projecte no va reeixir, però a Madrid va conèixer Manuel García Viñolas, cap del Servicio de Cinematografía del Ministerio de la Gobernación, que en els anys següents li va fer de padrí i li va proposar treballar amb Ulargui Films, on va treballar en el muntatge d'algunes pel·lícules.
Tota aquesta experiència cinematogràfica a Léonard li va servir per a adquirir un bagatge cultural que en aquella època, i especialment a Espanya, era excepcional. Va viatjar per tot el món. Inquiet i obert com era s'introduïa fàcilment en els cercles de gent culta. Però sobretot es va imbuir de cultura sobre la imatge i, en els seus viatges per Espanya retrobà la gitanitat dels seus ancestres paterns. A finals dels anys 40 arriba a Barcelona i coneix Rosario Amaya, una model de raça gitana que vivia a les barraques de Montjuïc (Barcelona). Se n'enamora i aquest fet capgira la seva vida. Abandona la seva carrera cinematogràfica i es converteix en fotògraf free lance, una feina que li permetrà portar una vida més sedentària al costat de Rosario i dels seus dos fills.
A Barcelona Francesc Català-Roca li passa els primers contactes. Col·labora amb La Vanguardia, La Gaceta Ilustrada i rep encàrrecs de la Diputació de Barcelona, dels Ferrocarrils Catalans i de diferents professionals barcelonins. També va il·lustrar llibres sobre Catalunya i les Balears. Però va ser Albert Puig Palau, propietari de l'editorial Barna i editor de Revista, qui el va presentar en societat i el va introduir en la gitaneria catalana.
Degudament manipulat per la dictadura el territori cultural flamenc i gitano es va consolidar com el principal aparador de l'essència folklòrica espanyola. És l'època en què per Barcelona proliferen els tablaos flamencos que són freqüentats per turistes, gent elegant i mariners de la VI Flota.
L'any 1972 es va mudar (ell vivia amb Rosario i els nens al barri de Gràcia) amb tota la família gitana al barri de La Mina i això va precipitar-ne l'oblit més absolut. L'honestedat del seu treball va ser la causa de la seva invisibilitat.

## Obra

### Fotografies de gitanos
L'octubre de 2009 l'Arxiu Fotogràfic de Barcelona va formalitzar l'ingrés del que restava del fons fotogràfic -uns 18.000 negatius- que fins llavors conservaven els seus fills Àlex i Santi. Allò que el fa especial són els aproximadament 3.000 negatius de temàtica gitana que conté, la majoria de format 6x6 cm.
Possiblement es tracta del fons fotogràfic conservat més important sobre els gitanos de Barcelona en una cronologia que comprèn des dels anys 50 fins als anys 70, el que ja per si mateix constitueix un fet excepcional per l'escassetat de documents gràfics sobre aquell territori cultural ja desaparegut, el de les barraques construïdes entre el passatge de la Vinyeta, sota Miramar, i la zona de la Font-trobada, allà on el carrer Nou de la Rambla es fon amb la muntanya de Montjuïc. També n'hi ha de les barraques del Somorrostro, i moltes de les peregrinacions que cada primavera fan els gitanos a Les Santes Maries del Mar, a la Camarga.
Però aquell registre documental té un valor afegit. Es tracta d'una nova narració fotogràfica que emergeix entre dos imaginaris molt consolidats: el de la crònica oficial franquista, d'una banda, i el del documentalisme dels autors de la Nova avantguarda com Maspons, Ubiña o Miserachs.
Malgrat els autors de la Nova avantguarda van documentar els canvis socials i urbanístics de la Barcelona dels anys 50 i 60 partint d'un cert compromís social i polític, també ho és que moltes realitats van quedar fora de camp. Tots els fotògrafs van realitzar incursions en el territori gitano, però el motiu mai va ser la documentació, sinó més aviat la representació del gitano des d'un punt de vista paternalista, compassiu, folklòric o com una evidència de l'infraurbanisme de Porcioles. Léonard, en canvi, acompanyat de la seva dona i els seus fills va practicar una autèntica immersió en aquell territori urbà i cultural.
Els dies de festa Léonard creuava l'avinguda del Paral·lel i retratava la gran família gitana que vivia a la falda de Montjuïc. Era l'espòs de Rosario i, d'altra banda, era un media pata, ja que tenia sang gitana per part de pare. Això afavoria que se li obrissin totes les portes. Les seves fotografies no transmeten paternalisme ni compassió, tot el contrari: l'element gitano hi és representat amb una dignitat sense fissures i amb una espontaneïtat que s'oposa a qualsevol escenificació. Tots els individus apareixen mirant a la càmera i vivint les seves festes i rituals.
De fet, la seva obra és un fons fotogràfic d'àmbit domèstic, i això afegeix més interès al fons tant per l'exhaustivitat del registre documental que aporta com per l'ús social d'aquelles fotografies: gràcies al payo Chac tothom tenia a casa fotografies dels seus parents, i això el converteix en un fons amb un marcat caràcter d'autorepresentació.
Per a Léonard aquesta pràctica fotogràfica d'àmbit domèstic, però, constituïa un exercici amb uns objectius més ambiciosos: documentar de forma massiva i metòdica tots els aspectes de la cultura gitana, el seu territori i la seva gent, talment com faria un etnòleg. Hi ha carpetes de negatius que porten el nom de parents, però n'hi ha d'altres amb títols més genèrics com mujeres, niños,velatorio, boda gitana,oficios o Saintes Maries. L'encàrrec, al final no reeixit, de l'editorial Plon de París, especialitzada en etnologia, de fer un llibre escrit i il·lustrat per ell mateix vindria a confirmar aquest aspecte etnològic i documental del seu treball. Existeix un mecanoscrit de quatre volums conservat pels seus fills, Les quatre fers en l'aire, que constitueix la prova material d'aquesta iniciativa seva.

### Fotografia documental
Léonard també va posar la seva retòrica fotogràfica al servei d'un humanisme folklorista molt a to amb els gustos de l'època, com ho demostren els tiratges originals d'unes fotografies exposades a la galeria Building publics de París l'any 1961, però cal entendre-ho com l'única solució per a poder mostrar el seu treball i consolidar-se com a professional més enllà de les seves col·laboracions i encàrrecs habituals.
Léonard fa les seves fotografies de gitanos en els anys d'apogeu de la fotografia documental, una de les principals característiques de la qual era la representació humanística, apolítica, i compassiva de l'individu. Malgrat pugui semblar que aquest context podia afavorir l'emergència del seu treball documental entre el públic, el cert és que no va sortir de la seva invisibilitat fins a l'any 2011, ja mort, quan l'Arxiu Fotogràfic de Barcelona li va dedicar una exposició. La raó d'aquesta invisibilitat cal buscar-la en que Léonard mai va participar de les complicitats culturals existents entre els fotògrafs documentalistes de l'època i les classes mitjanes de Barcelona, que eren les qui consumien aquell tipus de fotografia. En aquest sentit Léonard va poder treballar lliurement, però ho va pagar amb l'aïllament.